# 帕奇 (克爾曼省)
帕奇（波斯語：‎），是伊朗克爾曼省里根縣下屬的一個村莊。根據2006年伊朗人口普查，該村落有人口40人。